# Ясинский, Владимир Кириллович
Влади́мир Кири́ллович Яси́нский (род. 12 октября 1940, Пружаны Брестской области БССР) — советский и украинский учёный в области математической кибернетики. Доктор физико-математических наук, профессор. Академик АН ВШ Украины с 2009 года.

## Биография
В 1965 году окончил физико-математический факультет Черновицкого государственного университета.
Работал в должности математика-программиста вычислительного центра этого университета. С 1972 по 1973 год учился в аспирантуре Латвийского государственного университета. Работал в Черновицком университете на должностях: ассистента, старшего преподавателя, доцента кафедры прикладной математики и механики; доцента, профессора кафедры математического моделирования. С 2001 года работает заведующим кафедры математической и прикладной статистики этого же университета. По совместительству заведовал кафедрой информационных систем на Черновицком факультете Национального технического университета «ХПИ» (1996—2001), работал профессором кафедры высшей математики факультета информационных систем и технологий Буковинского университета (2001—2007)

## Научные интересы
Теоретические основы информатики и кибернетики, случайные процессы (устойчивость и стабилизация решений стохастических дифференциально-функциональных уравнений с учётом марковских, полумарковских и пуассоновых возмущений).
В авторстве и соавторстве опубликовал 9 монографий, 12 учебников с грифом Министерства образования и науки Украины, свыше 250 статей и более 150 тезисов научных конференций.
Подготовил 10 кандидатов физико-математических наук.
Член специализированного ученого совета по защите кандидатских диссертаций.

## Достижения
За время работы с 1966 в системе высшего образования как главный исполнитель и руководитель выполнил более 9 хоздоговорных работ с предприятиями страны и города Черновцы, а также 4 грантовые научно-исследовательские работы Министерства образования и науки Украины. По инициативе и непосредственном участии открыто две специальности — «Статистика» (2000) и «Системный анализ» (2009).

## Награды
Награждён медалью «Ветеран труда» (1989). Лауреат премии им. Юрия Федьковича по развитию национального образования (2003).